# Svetlana Černousova
Svetlana Al'bertovna Černousova (in russo Светлана Альбертовна Черноусова?; Krasnojarsk, 18 settembre 1970) è un'ex biatleta russa.

## Biografia
In Coppa del Mondo ottenne il primo risultato di rilievo il 12 marzo 1999 a Oslo Holmenkollen (34ª), il primo podio il 5 dicembre successivo a Hochfilzen (3ª) e la prima vittoria il 9 gennaio 2000 a Oberhof.
In carriera prese parte a quattro edizioni dei Campionati mondiali, vincendo due medaglie.

## Palmarès

### Mondiali
- 2 medaglie:
  - 2 ori (staffetta[2] a Oslo/Lahti 2000; staffetta[2] a Chanty-Mansijsk 2003)

### Coppa del Mondo
- Miglior piazzamento in classifica generale: 9ª nel 2003
- 15 podi (3 individuali, 12 a squadre[1]), oltre a quelli ottenuti in sede iridata e validi anche ai fini della Coppa del Mondo:
  - 5 vittorie (1 individuale, 4 a squadre)
  - 7 secondi posti (2 individuali, 5 a squadre)
  - 3 terzi posti (a squadre)

#### Coppa del Mondo - vittorie
| Data             | Località           | Nazione         | Spec.                                                              |
| ---------------- | ------------------ | --------------- | ------------------------------------------------------------------ |
| 9 gennaio 2000   | Oberhof            | Germania        | RL (con Ol'ga Medvedceva, Galina Kukleva e Svetlana Išmuratova)    |
| 11 dicembre 2002 | Pokljuka Östersund | Slovenia Svezia | RL (con Galina Kukleva, Irina Mal'gina e Svetlana Išmuratova)      |
| 24 gennaio 2003  | Anterselva         | Italia          | RL (con Al'bina Achatova, Anna Bogalij-Titovec e Ol'ga Medvedceva) |
| 13 febbraio 2003 | Oslo Holmenkollen  | Norvegia        | RL (con Al'bina Achatova, Ol'ga Zajceva e Ol'ga Medvedceva)        |
| 14 gennaio 2005  | Ruhpolding         | Germania        | SP                                                                 |

Legenda:

SP = sprint

RL = staffetta